# قيصر حميد
قيصر حميد مواليد 1 يوليو 1950 في العراق، هو لاعب كرة قدم عراقي سابق كان يلعب كلاعب وسط.